# Olenecamptus giraffa
Olenecamptus giraffa es una especie de escarabajo longicornio del género Olenecamptus, categorizada en la tribu Dorcaschematini, de la subfamilia Lamiinae. Fue descrita por Breuning en 1938.

## Descripción
Mide 14 mm de longitud.

## Distribución
Se distribuye por India.